# Deltoplastis
Deltoplastis is een geslacht van vlinders van de familie Lecithoceridae.

## Soorten
- D. acrophanes (Meyrick, 1910)
- D. amicella (Walker, 1864)
- D. apostatis (Meyrick, 1932)
- D. balanitis (Meyrick, 1910)
- D. byssina (Meyrick, 1910)
- D. caduca (Meyrick, 1910)
- D. causidica Meyrick
- D. clerodotis (Meyrick, 1910)
- D. coercita (Meyrick, 1923)
- D. commatopa Meyrick, 1932
- D. commodata Meyrick, 1923
- D. cremnaspis (Meyrick, 1905)
- D. figurata (Meyrick, 1910)
- D. gypsopeda Meyrick, 1934
- D. horistis (Meyrick, 1910)
- D. leptobrocha (Meyrick, 1923)
- D. lobigera Gozmany, 1978
- D. ocreata (Meyrick, 1910)
- D. prionaspis Gozmany, 1978
- D. propensa (Meyrick, 1910)
- D. scopulosa (Meyrick, 1910)
- D. similella (Snellen, 1903)
- D. sincera (Diakonoff, 1952)
- D. straminicornis (Meyrick, 1910)
- D. tetradelta (Meyrick, 1906)